# Katarzyna Kępka
Katarzyna Kępka (ur. 11 października 1978 w Radomiu) – polska doktor nauk prawnych, adwokatka i wykładowczyni, w 2015 podsekretarz stanu w Ministerstwie Środowiska.

## Życiorys
Od 2000 jest członkinią grupy polskiej International Law Association. W 2003 została absolwentką studiów prawniczych na Wydziale Prawa i Administracji Uniwersytetu Marii Curie-Skłodowskiej w Lublinie. W 2007 ukończyła trzyletnią aplikację sądową, a w 2008 – studia doktoranckie na Wydziale Prawa, Prawa Kanonicznego i Administracji Katolickiego Uniwersytetu Lubelskiego. Tytuł doktora nauk prawnych obroniła w 2011 na podstawie rozprawy doktorskiej pt. Prawnomiędzynarodowe aspekty zmian klimatycznych (promotorka: Anna Przyborowska-Klimczak).
16 czerwca 2015 została powołana na stanowisko podsekretarz stanu w Ministerstwie Środowiska. Odpowiadała za nadzór nad pracą Departamentu Leśnictwa i Ochrony Przyrody w zakresie leśnictwa, ochrony lasów i gruntów leśnych, łowiectwa i szkół leśnych oraz Departamentu Ekonomicznego. Wykonywała kompetencje Ministra w stosunku do: Państwowego Gospodarstwa Leśnego „Lasy Państwowe”, Biura Nasiennictwa Leśnego, Instytutu Badawczego Leśnictwa, Polskiego Związku Łowieckiego, szkół leśnych. Zakończyła pełnienie funkcji 19 listopada 2015.